# Neocorteccia
La neocorteccia, detta anche isocorteccia o neopallio o neocortex, rappresenta quella porzione di corteccia cerebrale con sviluppo filogenetico più recente. Nell'uomo essa rappresenta circa il 90% della superficie cerebrale.

## Citoarchitettonica
Composto da neuroni in sinapsi, viene schematicamente diviso in sei strati successivi, dal più superficiale al più interno:
1. strato molecolare o plessiforme;
2. strato granulare esterno;
3. strato piramidale esterno;
4. strato granulare interno;
5. strato piramidale interno o strato ganglionare;
6. strato delle cellule fusiformi o strato multiforme.

In base a questo schema architettonico, si può ulteriormente dividere la neocorteccia in corteccia omotipica e corteccia eterotipica: la prima presenta ben sviluppati i sei strati ed è considerata la sede anatomica di aree associative e aree sensoriali e motorie secondarie, mentre la seconda può avere il IV strato quasi assente (corteccia agranulare, si ritrova soprattutto nelle aree motorie primarie) o sovrasviluppato (corteccia granulare, si ritrova nelle aree sensoriali primarie).

## Funzionalità
La neocorteccia è considerata la sede presunta delle funzioni di apprendimento, linguaggio e memoria, ovvero delle peculiarità rappresentate dallo sviluppo genetico avvenuto nel corso dell'evoluzione animale.